# Alan Brooke, 1:e viscount Alanbrooke

Brooke (till vänster) med Churchill och Montgomery i Normandie, 12 juni 1944.

Alan Francis Brooke, 1:e viscount Alanbrooke, född 23 juli 1883 i Bagnères-de-Bigorre i södra Frankrike, död 17 juni 1963 i Hartley Wintney, Hampshire, England, var en brittisk militär (fältmarskalk), av nordirländsk härkomst.

## Första världskriget
Brooke tjänstgjorde under första världskriget som officer i artilleriet och var vid krigsslutet överstelöjtnant. Under mellankrigsperioden arbetade han som lärare vid officersutbildningar och kom där att arbeta tillsammans med de flesta av de ledande brittiska officerarna under andra världskriget.

## Andra världskrigets inledning
Vid utbrottet tjänstgjorde Brooke som chef för den brittiska II. armékåren i expeditionsstyrkorna i Frankrike. I samband med evakueringen från Dunkerque spelade han en ledande roll och han utnämndes vid hemkomsten till chef för styrkorna i hemlandet. I december 1941 befordrades han till general och chef för imperiets generalstab och sedermera, 1944, till fältmarskalk, en post som han upprätthöll till 1946.

## Samarbete med Churchill
I befattningen som generalstabschef hade han som uppgift att vara den främste militäre rådgivaren åt premiärminister Winston S Churchill. Han var också de facto befälhavare för samtliga brittiska styrkor och därigenom ansvarig för planering av de brittiska krigsansträngningarna, en uppgift som han skötte väl med sitt intellekt och sin personlighet. Posten som generalstabschef är inte av samma spektakulära slag som uppdragen som de främsta befälsposterna i fält, men den var icke desto mindre en ytterst viktig funktion och Brooke var den perfekte på posten.
Brooke anses ha varit den ende av de högre militärerna såväl till lands som till sjöss och i luften som på något sätt kunde stå emot Churchills militära aspirationer – premiärministern ansåg sig i stor utsträckning vara inkarnationen av sin historiske anfader hertigen av Marlborough. Brooke erbjöds att få befälet över de brittiska styrkorna i Främre Orienten, men han avböjde med uppfattningen att han gjorde större nytta för landet genom att förhindra att Churchill ledde landet in i dåraktiga militära äventyr.

## Planläggning avOperation Overlord
När det västallierade överkommandot bildades 1942 blev Brooke en av de viktiga personerna i dess ledning, och hans besvikelse var stor över att inte bli utsedd att leda invasionsstyrkorna eftersom den amerikanske generalen Dwight D Eisenhower utsågs till posten. Brookes insatser som ledare av den omfattande strategiska planläggningen kan inte nog betonas liksom hans fingertoppskänsla när det gällde de underställda cheferna på fältet och han var därigenom en av de verkligt viktiga befälhavarna på högsta nivå.

## Utmärkelser
För sina insatser för sitt land adlades Sir Alan Brooke först 1945 till Baron Alanbrooke av Brookeborough och året därpå till Viscount Alanbrooke. Som ytterligare bevis på landets tacksamhet blev han också samma år riddare av Storbritanniens högsta orden Strumpebandsorden.
- Kommendör med stora korset av Nordstjärneorden, 23 juni 1954.[10]

## Dagböcker
2001 publicerades Brookes ocensurerade krigsdagböcker och de tilldrog sig stor uppmärksamhet p.g.a. deras insyn i de brittiska krigshändelserna från dag till dag och kanske framför allt deras vid vissa tillfällen öppna kritik av Winston Churchill och andra ledande personer vid den tiden.